# Marcelová
Marcelová, ungarisch Marcelháza (1945 bis 1948 slowakisch Marcelove Kesy; ungarisch im Zeitraum 1942–1948 Marcelkeszi) ist eine Gemeinde im Südwesten der Slowakei.

## Beschreibung
Der Ort liegt im Donautiefland und befindet sich 16 km östlich von Komárno. Mit seinen fast 3900 Einwohnern ist er nach Nesvady die zweitgrößte (ländliche) Gemeinde des Okres Komárno. Die Bevölkerung wird zu 88,5 % von Magyaren, zu 9,9 % von Slowaken und zu 1,5 % von Roma gebildet.

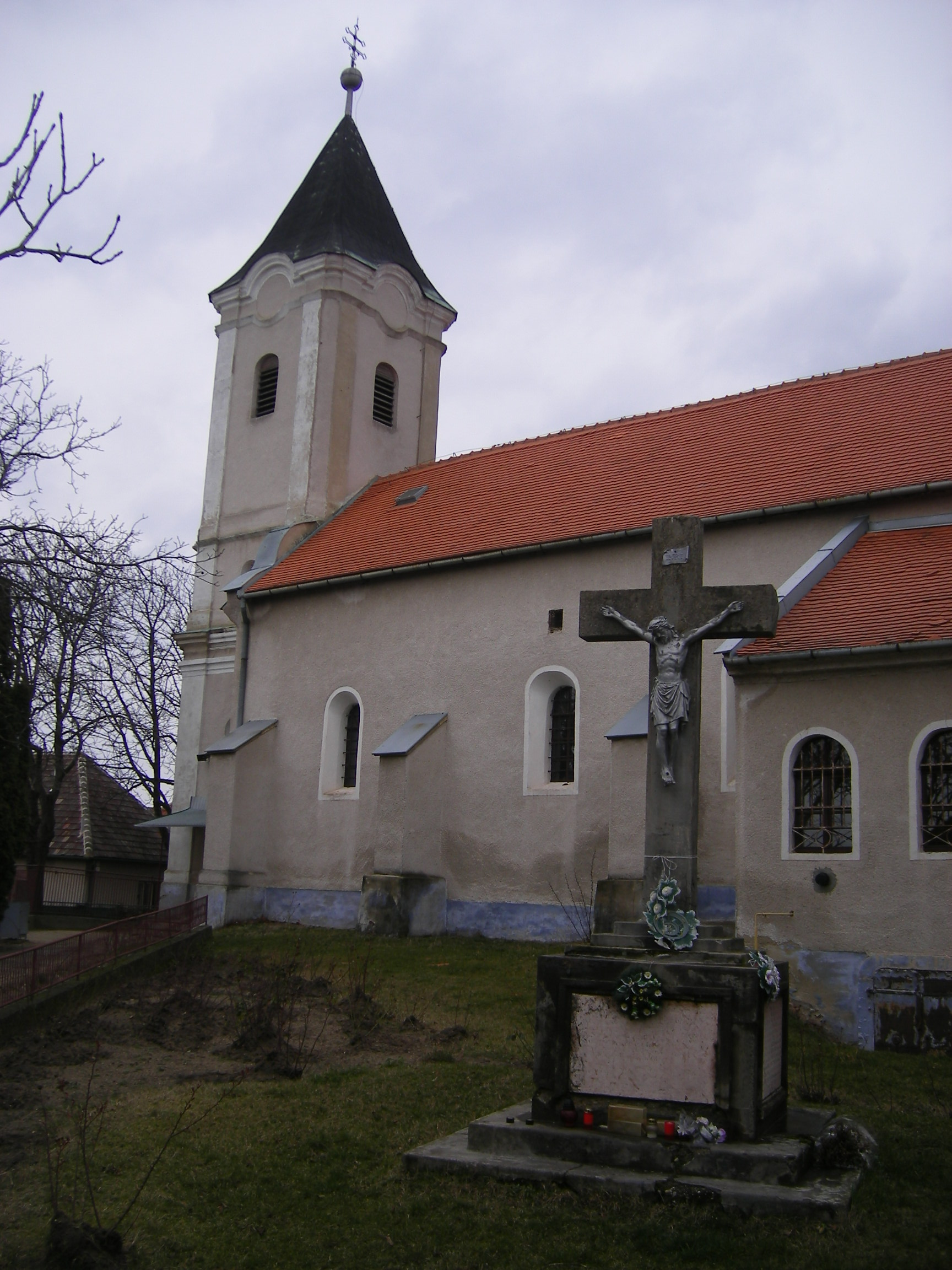
Katholische Kirche im Ort
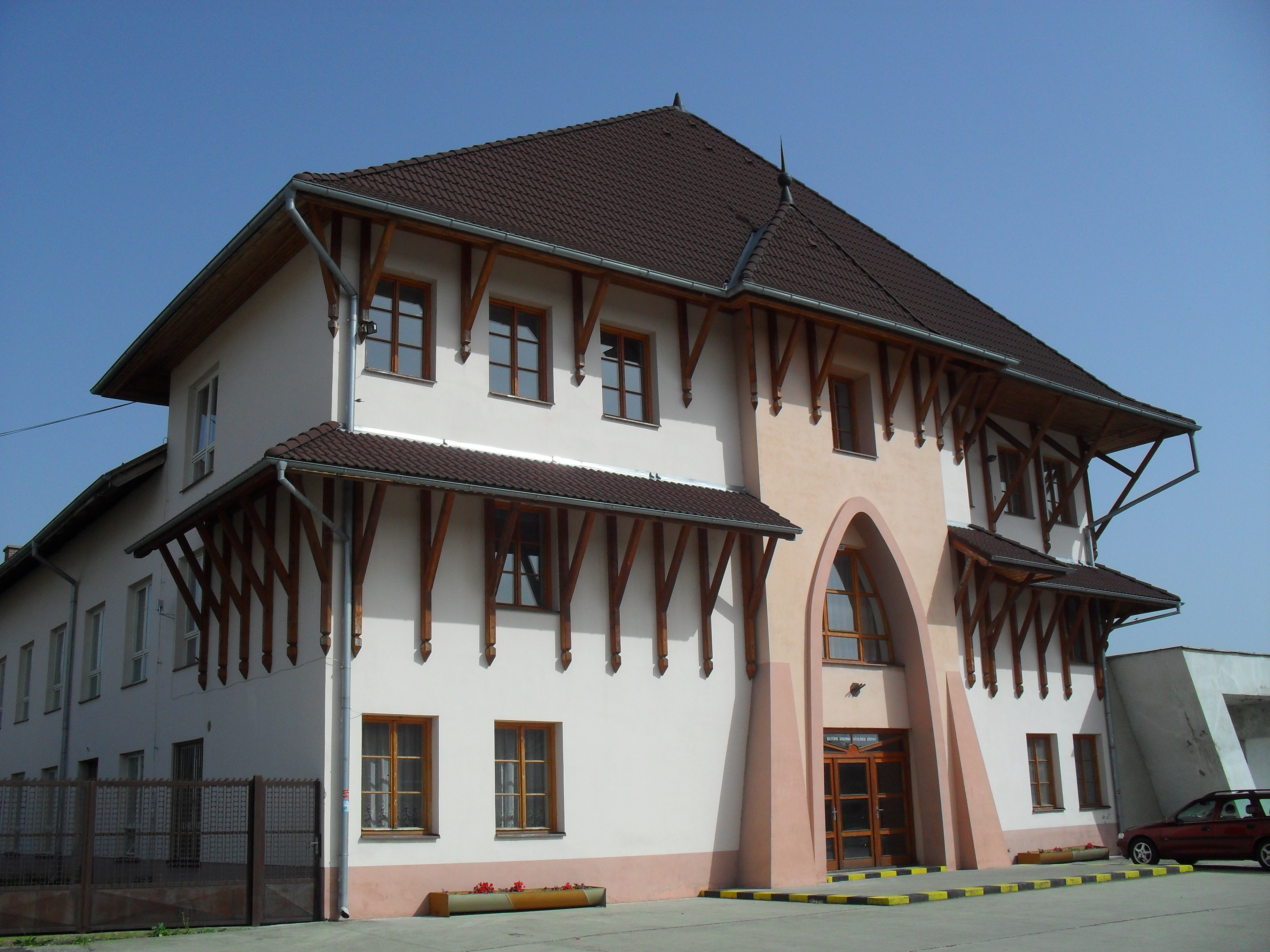
Das Kulturhaus von Marcelová

## Geschichte
Das Gebiet der heutigen Gemeinde war schon in der Eisenzeit besiedelt. Außerdem fand man verschiedene Funde aus der Bronzezeit, aus der Zeit der Völkerwanderung sowie dem Einfall ungarischer Stämme. Der Ort wurde zum ersten Mal im Jahr 1353 als Nagkezeu erwähnt. Bis 1919 gehörte sie im Komitat Komorn zum Königreich Ungarn, danach kam sie zur neu entstandenen Tschechoslowakei. 1938–1945 war sie auf Grund des Ersten Wiener Schiedsspruchs noch einmal Teil Ungarns, 1942 wurde der Ort durch Zusammenlegung mit Krátke Kosihy (ungarisch Kurtakeszi) vergrößert und erhielt den neuen ungarischen Namen Marcelkeszi, von 1945 bis 1948 dann slowakisch entsprechend Marcelove Kesy. Bereits 1926 wurden Teile des Gemeindegebietes ausgegliedert und dem Gemeindegebiet von Šrobárová angeschlossen, 1956 wurden weitere Gemeindeflächen der Gemeinde Patince zugesprochen.
Die Gemeinde gliedert sich in die Ortsteile Marcelová und Krátke Kosihy.

## Bevölkerung
| Jahr                | 1994 | 2004    | 2014    | 2024    |
| ------------------- | ---- | ------- | ------- | ------- |
| Anzahl der Personen | 3773 | 3836    | 3764    | 3794    |
| Unterschied         |      | +1,66 % | −1,87 % | +0,79 % |

| Jahr                | 2023 | 2024    |
| ------------------- | ---- | ------- |
| Anzahl der Personen | 3802 | 3794    |
| Unterschied         |      | −0,21 % |